# Hiroyasu Shimizu
Hiroyasu Shimizu (* 27. Februar 1974 in Obihiro) ist ein ehemaliger japanischer Eisschnellläufer.
Er gewann bei den Olympischen Winterspielen 1998 in Nagano die Goldmedaille über 500 Meter und zudem noch die Bronzemedaille über 1000 Meter. Bei den Olympischen Winterspielen 2002 in Salt Lake City reichte es nochmals zu einer Silbermedaille über die 500 Meter.
Im Jahr 2001 wurde ihm als erstem Asiaten die Oscar-Mathisen-Trophäe verliehen.
Bei der Unterhauswahl 2012 kandidiert Shimizu für die Hokkaidōer Regionalpartei Shintō Daichi-Shinminshu im Wahlkreis Hokkaidō 1 gegen den demokratischen Amtsinhaber Takahiro Yokomichi.